# Egremont (Merseyside)
Egremont – wieś w Anglii, w hrabstwie ceremonialnym Merseyside, w dystrykcie metropolitalnym Wirral. Leży 5 km na północny zachód od centrum Liverpoolu i 291 km na północny zachód od Londynu.